# Journal of Theoretical Biology
Journal of Theoretical Biology (abbreviato come J. Theor. Biol.) è una rivista scientifica a revisione paritaria in lingua inglese che tratta di biologia teorica.
La rivista fu fondata nel 1961 dal biologo inglese James F. Danielli.